# Dronning Margrethe II’s Videnskabspris
Dronning Margrethe ll’s Videnskabspris er en dansk videnskabspris, der bliver uddelt af Videnskabernes Selskab. Den blev indstiftet i 2015 i anledning af dronning Margrethes 75-års fødselsdag. Den blev uddelt første gang i 2016, og vil blive uddelt én gang årligt i 25 år, altså frem til 2040.
Prisen bliver givet til en forsker under 50 år, og med den følger 100.000 kr. Den overrækkes i april. I 2021 foregik detdog i november, grundet Coronaviruspandemien. Det er præsidiet i Videnskabernes Selskab, der udpeger vinderen på baggrund af indstilling fra selskabets medlemmer.

## Modtagere
- 2016: Jens-Christian Svenning, forsker i klima og biologisk mangfoldighed[3]
- 2017: Bo Brummerstedt Iversen, kemiker og materialeforsker[4]
- 2018: Morten Heiberg, historiker[5]
- 2019: Marie-Louise Bech Nosch, tekstilforsker[6]
- 2020: Anja Groth, forsker i epigenetik[7]
- 2021: Lisbeth M. Imer, runeforsker[8]
- 2022: Peter Lodahl, kvantefysiker[9]
- 2023: Mette Løvschal, professor og arkæolog[10][11]